# Helmeringhausen
Helmeringhausen ist der kleinste Ortsteil der Stadt Olsberg im Hochsauerlandkreis. Ende 2022 hatte Helmeringhausen rund 250 Einwohner.
Der Ort mit etwa 90 Häusern liegt rund zwei Kilometer südlich von Bigge. Im Tal des Voßbachs gelegen ist er unter anderem von den Bergen Wiedegge (732 m) und Ohlenkopf (729 m) umgeben.
Erstmals urkundlich erwähnt ist der Ort im Güterverzeichnis des Grafen Ludwig von Arnsberg († 1313). Der Ort gehörte zur Freigrafschaft Assinghauser Grund, die zwischen den Grafen von Arnsberg und deren Nachfolgern, den Kurfürsten von Köln, auf der einen und den Grafen von Waldeck auf der anderen Seite umstritten war. Um 1427 gab es zehn Höfe. Im Jahr 1759 existierten 18 Hausstätten, deren Namen teilweise abgewandelt heute noch gebräuchlich sind. Im 19. und 20. Jahrhundert bis zur kommunalen Neugliederung durch das Sauerland/Paderborn-Gesetz, die am 1. Januar 1975 in Kraft trat, war Helmeringhausen eine eigenständige Gemeinde.
Seit 1940 musste das Dorf Evakuierte aus dem Ruhrgebiet aufnehmen. Vor Ostern 1945 wurde der Volkssturm im Dorf aufgerufen, die Wehrmacht in Olsberg zu unterstützen. Am Ostermontag, den 2. April, begannen US-Truppen das Gebiet um Olsberg zu beschießen. Dorfbewohner und Bigger suchten Schutz in den Bergwerksstollen ums Dorf. Am 5. April trafen Granaten das Dorf, ohne schweren Schaden zu verursachen. Durch den Sohlweg zogen sich deutsche Soldaten zurück. Am Nachmittag des 6. April besetzten US-Truppen das Dorf. Beim Einmarsch wurden zwei Häuser von US-Panzern mit Brandmunition in Brand geschossen. Bis Mitte Mai lagen noch US-Soldaten im Dorf.
Im Zweiten Weltkrieg fielen 23 Männer aus dem Dorf als Soldaten, davon die meisten an der Ostfront, oder starben in Gefangenschaft.
Die heutige St. Hubertuskirche geht auf eine Kapelle vom Ende des 15. oder Anfang des 16. Jahrhunderts zurück. Später wurde diese mehrfach umgebaut und erweitert. Der barocke Altar stammt ursprünglich aus der Pfarrkirche in Bigge. Als Pfarrer an der St. Hubertuskirche wirkte Wilhelm Schamoni.

## Helmeringhausen (Namibia)
Hubert Hester, ein Mitglied der deutschen Schutztruppe in Deutsch-Südwestafrika, der am 30. Oktober 1885 in Helmeringhausen geboren wurde, gründete Helmeringhausen im heutigen Namibia während der Kolonialzeit.